# Бриаторе, Флавио
Флавио Бриаторе (итал. Flavio Briatore; род. 12 апреля 1950, Верцуоло, Пьемонт) — итальянский бизнесмен, чьё состояние оценивается в 150 миллионов долларов США. Известен как успешный менеджер Формулы-1, трижды приводивший возглавляемую команду к Кубку Конструкторов и четырежды — к чемпионскому титулу. Бывший руководитель отделения «Рено» в Формуле-1.

## Биография
Бриаторе родился 12 апреля 1950 года в альпийском городе Верцуоло, Италия. Окончив институт им. Фасино де Буска, получил диплом геодезиста. Некоторое время работал инструктором по горным лыжам в Альпах, затем основал ресторан под названием «Трибула». Через некоторое время Флавио стал известным ресторанным менеджером и партнёром ресторанного магната Аттилио Дутто. После того, как Дутто был убит подложенной в его автомобиль бомбой, Бриаторе переехал в Милан и занялся игрой на бирже, где и познакомился с Лучано Бенеттоном. Некоторое время Флавио был менеджером компании «Бенеттон» в США, руководя сетью магазинов одежды.

## Benetton
В 1985 году семья Бенеттон купила команду Формулы-1 «Тоулмен», переименовала в «Бенеттон» и вскоре сменила всё руководство. Новым директором конюшни в 1988 был назначен Бриаторе.
Флавио начал активно привлекать новые кадры. Новым техническим директором команды он сделал Джона Барнарда, но скорость его машин недостаточно удовлетворила итальянцев, и Барнарда сменил Том Уокиншоу (в будущем глава команды Arrows), а затем Росс Браун. Также Бриаторе переманил из Jordan многообещающего Михаэля Шумахера. Выбор оказался удачным: Шумахер начал побеждать уже на следующий год, а в 1994 и 1995 стал чемпионом мира. Бриаторе выкупил у погибающей команды «Лотус» контракт Джонни Херберта, и в 1995 его очки помогли «Бенеттону» завоевать Кубок Конструкторов.
Шумахер и Браун перешли в «Феррари» в 1996, «Бенеттон» взамен получил Жана Алези и Герхарда Бергера. Команда одержала только одну победу (усилиями Герхарда Бергера в Германии — 1997), и в 1997 году отношения Бриаторе с Жаном Алези резко испортились и француз покинул команду. Недовольные владельцы команды — семья Бенеттон, расстались и с Бриаторе, и взяли руководство командой в свои руки.

## Supertec
Флавио не оставил бизнеса в Формуле-1. С 1998 года концерн «Рено» прекратил программу поставки двигателей для Формулы-1, однако Renault V10, выигравший чемпионаты 1995, 1996 и 1997 оставался относительно конкурентоспособным. Бриаторе основал компанию Supertec и, в сотрудничестве с заводом Mecachrome, в течение трёх лет продолжал поставки Renault V10 командам Формулы-1. Среди его клиентов были, в том числе, и экс-коллеги из «Бенеттона».
Двигатели «Супертек» не обладали высокой мощностью и надёжностью, и являлись устаревшими на фоне новых «Мерседес», «Феррари» и «Мюген-Хонда». Однако благодаря дешевизне и относительно неплохой скорости, они завоевали большую популярность среди команд-середняков. В сезоне 1999 более трети болидов, выходивших на старт Гран-при, оснащались двигателями фирмы Бриаторе.

## Renault F1
В 2001 году концерн Renault и семья Бенеттон пришли к соглашению о продаже находившейся в кризисе команды «Бенеттон». Прямо в середине сезона французские автопроизводители снова назначили Флавио Бриаторе на место руководителя команды.
Бриаторе сразу заявил об амбициозных планах выигрыша чемпионата мира. Он сделал ставку на своего протеже Ярно Трулли (менеджером которого он был) и молодого тест-пилота Фернандо Алонсо. Трулли покинул команду в 2004, не удовлетворив амбиций менеджера команды, и Алонсо стал первым пилотом команды. Под руководством Флавио, «Рено» в 2005 и 2006 выиграла Кубок Конструкторов, а Алонсо — чемпионский титул.
С поста главы команды Бриаторе был отстранён 16 сентября 2009 года. Причиной тому послужило дело об инициировании аварии экс-пилота «Рено» Нельсона Пике на Гран-при Сингапура 2008 года. 21 сентября 2009 года решением Всемирного совета по автоспорту Бриаторе был пожизненно дисквалифицирован за подстройку аварии Нельсона Пике. Ему также придётся расстаться с акциями футбольного клуба «Куинз Парк Рейнджерс», так как в соответствии с правилами Футбольной ассоциации Англии руководителями или владельцами контрольных пакетов акций клуба не могут быть лица, отстранённые от деятельности в любом другом виде спорта.
Бриаторе был личным менеджером Марка Уэббера и Хейкки Ковалайнена, которого он привёл в команду на смену ушедшему в «Макларен» Алонсо. Однако затем они были вынуждены найти себе другого менеджера, поскольку ФИА не станет продлевать суперлицензии гонщикам, в той или иной степени связанным с Бриаторе.

## Судебная тяжба с ФИА
25 ноября 2009 в Париже состоялось первое заседание суда по иску Бриаторе к ФИА с требованием отменить пожизненную дисквалификацию. Оправдательное решение по отношению к Бриаторе, а также Пэту Симондсу, было вынесено Парижским судом 5 января 2010. У FIA не было полномочий отстранять от автоспорта Бриаторе, как человека, не имеющего никаких лицензий Федерации. Кроме того, расследование и обвинения во многом инициировались Максом Мосли, в то время председателем FIA, у которого ранее были конфликты с Бриаторе. Приговор по отстранению был признан нелегитимным, а Федерация была обязана опубликовать за свой счёт решение суда во французских газетах (по выбору оправданных). Нельсиньо Пике, пилоту, также замешанному в скандале и сыгравшему в нём немалую роль, ранее была гарантирована неприкосновенность со стороны Федерации в обмен на показания. После оправдания Бриаторе и Симондса никаких санкций в отношении Пике также не последовало. FIA подала апелляцию на решение суда первой инстанции. Однако вскоре по взаимной договоренности сторон FIA отозвала апелляцию, а Бриаторе и Симондс взяли на себя обязательства воздерживаться от руководящих должностей в Формуле-1 до 31 декабря 2012 года, а также в других сериях FIA до конца сезона-2011.

## Личная жизнь
Бриаторе — постоянный фигурант итальянских таблоидов из-за его скандальных романов с топ-моделями. Он известен как экс-любовник модели Наоми Кемпбелл, с которой он впоследствии с шумом расстался. От другой модели, Хайди Клум, у Флавио есть ребёнок — дочь по имени Хелен Бошовен "Лени" Сэмюэль (родилась 4 мая 2004 года). 18 июня 2008 года Бриаторе женился на итальянской модели Элизабет Грегорачи. 18 марта 2010 года у Флавио и Элизабет родился сын Фалько Натан Бриаторе.